# La maschera
Pour les articles homonymes, voir La maschera (homonymie).
Pour plus de détails, voir Fiche technique et Distribution.
La maschera, parfois traduit Le Masque, est un film italien réalisé par Fiorella Infascelli et sorti en 1988.
Le film a été présenté dans la sélection Un certain regard lors du festival de Cannes 1988.

## Synopsis
Alors que Leonardo erre ivre dans un parc, il tombe éperdument amoureux de l'actrice Iris en regardant un spectacle en plein air. Ses avances sont cependant rejetés par la jeune femme. Le lendemain, après avoir dégrisé de l'excès d'alcool, il continue à lui faire la cour, avec le même résultat que la veille. Il décide alors d'utiliser des masques, qu'il portera lors de ses rencontres ultérieures avec la jeune femme. Il suit la troupe qui fait des représentations de ville en ville en portant chaque fois des masques différents. Il réussit finalement à gagner le cœur de la jeune fille mais sans avouer sa véritable identité. Après lui avoir écrit une lettre, il retourne à son ancienne vie totalement métamorphosé. La jeune femme le rejoint quelque temps plus tard pour commencer une vie à deux.

## Fiche technique
- Titre original italien : La maschera[2],[3]
- Réalisateur : Fiorella Infascelli
- Scénario : Fiorella Infascelli, Adriano Aprà, Ennio De Concini, Enzo Ungari (it)
- Photographie : Acácio de Almeida
- Montage : Francesco Malvestito
- Musique : Luis Bacalov
- Décors : Antonello Geleng
- Costumes : Aldo Buti
- Production : Lilia Smecchia, Ettore Rosboch
- Sociétés de production : Rai Due, Istituto Luce, Ital-Noleggio Cinematografico, Best International Film
- Pays de production :  Italie
- Langue originale : italien
- Format : Couleur - Son mono - 35 mm
- Durée : 90 minutes
- Genre : Fable historique[3], sentimental fantastique
- Dates de sortie :
  - Italie : 20 mai 1988
  - France : mai 1988 (Festival de Cannes 1988[1]) ; 5 avril 1989[3] (Paris)

## Distribution
- Helena Bonham Carter : Iris
- Michael Maloney : Leonardo
- Roberto Herlitzka : Elijah
- Fiodor Chaliapine fils : le père de Leonardo
- Alberto Cracco (it) : Viola
- Saskia Colombaioni : Saskia
- Michele De Marchi : Le directeur de la compagnie théâtrale
- Massimo Fedele : Don Gaetano
- Gianfranco Barra : Bartolo
- Maria Tedeschi (it) : Talia